# 河井案里
河井 案里（かわい あんり、1973年〈昭和48年〉9月23日 - ）は、日本の政治家。
広島県議会議員（4期）を経て、2019年に参議院議員に初当選したが、2021年に当選無効となった（河井夫妻選挙違反事件）。旧姓は前田。夫は元衆議院議員で元法務大臣の河井克行。

## 来歴
宮崎県延岡市出身。建築家の父と声楽家の母の次女として生まれた父は東京で働いていたが、多忙により吐血して故郷の宮崎に移り、設計事務所を開いた。バブル期は羽振りがよく、案里を同行して海外各地へ社員旅行を繰り返した。バブル経済の崩壊などによって徐々に事務所経営が厳しくなる。しかし宮崎には市庁舎や病院など数々の建築作品が残されている。
4歳のときに宮崎市へ移住。宮崎大学教育学部附属幼稚園、宮崎大学教育学部附属小学校、宮崎大学教育学部附属中学校、宮崎県立宮崎大宮高等学校を経て、慶應義塾大学総合政策学部を卒業後、慶應義塾大学大学院政策・メディア研究科修士課程を修了。中学時代の同級生に堺雅人、大学生時代の友人に橋本岳がいた。高校では生徒会役員に立候補し、クルド人救済運動などに関わる。そして公共事業の多かった父親の職業から政治に興味を持ち、総合政策学部に進学した。大学院では「政策と民営化・民間活力の導入」を研究。
大学院修了後は、1999年に海洋科学技術センター（現・海洋研究開発機構）、2000年に科学技術振興事業団（現・科学技術振興機構）に勤務。2002年4月から2003年3月まで広島文化短期大学非常勤講師を務めた。

### 結婚、広島県議会議員に初当選

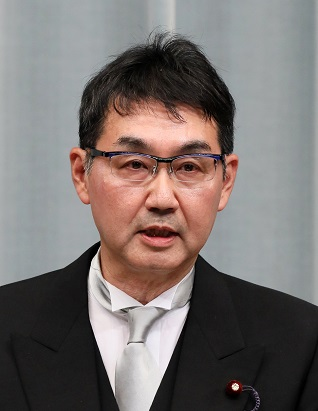
2001年に河井克行と結婚。

科学技術振興事業団専務理事だった沖村憲樹（元科学審議官）から結婚相手を探していた落選浪人中の河井克行を紹介される。紹介者の沖村を交えて夕食をともにしたその日に克行に見初められ、2001年4月20日に広島市内のホテルで結婚式を挙げた。仲人は橋本龍太郎元内閣総理大臣。司会は克行の友人で当時衆議院議員だった吉川貴盛が務めた。
結婚後、夫、河井克行の選挙サポートを始めたことがきっかけで、一緒に選挙区を回っていた克行から「君は政治に向いている」と県議選への出馬を勧められる。
2003年4月の広島県議会議員選挙・安佐南区選挙区（定数4）は、前回選で民主党・社民党の推薦を得て初当選した中国電力労組役員の森本雅彦が不出馬。後継として私鉄中国地方労組書記長の有元勝也が無所属・社民党推薦で立候補することとなった。 案里は無所属・自民党推薦で立候補し、有元や共産党新人候補らを破り得票数4位で初当選した。
2007年の県議選で自民党は現職の石橋良三、同じく現職の佐々木弘司、案里の3名に公認を出した。案里は得票数2位で再選を果たすが、佐々木は次点で落選した。
2009年、自由民主党を離党し、広島県知事選に亀井静香国民新党代表や一部の自民県議の支援を受けて立候補（自動失職）。自民党、公明党、社民党は自主投票に回った。連合広島の推薦と民主党の支援を受けた元通産官僚の湯崎英彦に敗れ、次点で落選。2010年には国民新党から第22回参議院議員通常選挙広島県選挙区への出馬を打診されたが、合意に至らなかった。同年12月に自民党に復党。
2011年の県議選に立候補し当選、議員に復帰。2012年3月には地域政党大阪維新の会が主催する維新政治塾に第1期生として参加した。2015年に4期目の当選。警察商工労働委員長、農林水産委員長、地域魅力向上対策特別委員長を歴任した。

### 参議院議員

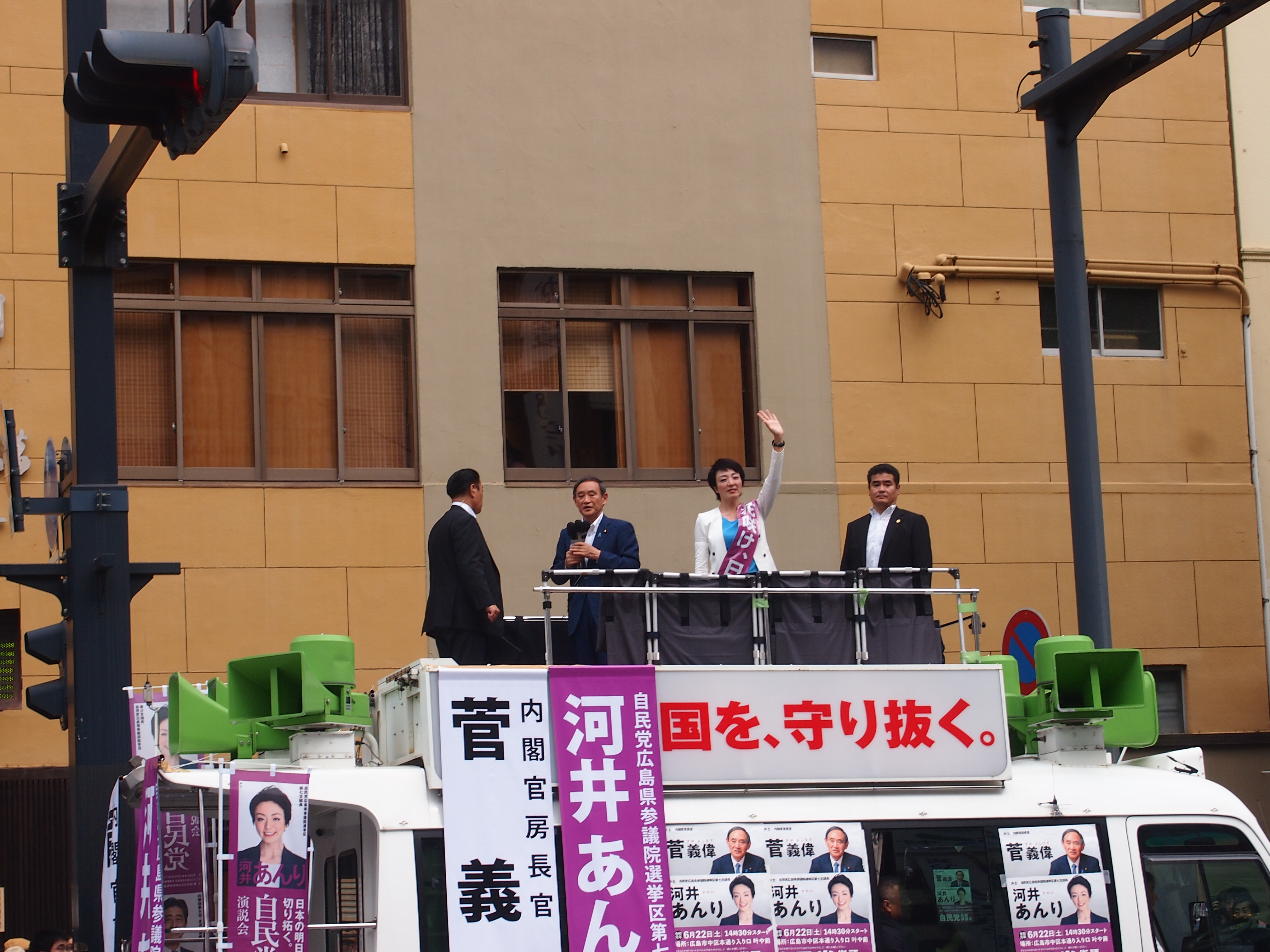
2019年6月22日には菅官房長官を弁士に呼んで演説会を行った

2018年、自民党は翌年夏の第25回参議院議員通常選挙広島県選挙区に向けて、6選を目指す岸田派の溝手顕正を公認済みであった。ところが同年暮れ、安倍晋三首相や菅義偉官房長官らの意向をくんだ党本部は、党県連に対し、2人目を擁立することを打診。県連からは「組織が分裂しかねない」と一斉に反発があがった。
2019年2月19日、自民党の岸田文雄政調会長と甘利明選対委員長が国会内で会談。甘利は岸田に2人目の擁立に理解を求めた。この時点で候補者としては、自民党への入党を図る愛知県選挙区の無所属の薬師寺道代参議院議員と河井案里の名前が挙がっていた。準強制性交容疑で刑事告訴されていた愛知2区を地盤とする田畑毅衆議院議員が3月1日に辞職。薬師寺は田畑の後任を狙うこととなった。3月2日、自民党は河井を擁立する方針を固め、3月13日に正式に公認候補に決定した。そして3月14日、広島市議会議員選挙に出馬する予定だった行政書士の竹原哲が急遽、案里の後継として立候補すると表明した。
定数2の広島県選挙区において2人を公認するのは無謀であることから、自民党本部が野党系無所属の森本真治ではなく、過去に「（安倍首相は）もう過去の人」などとして安倍批判を行っていた溝手を潰すことを狙っていたとの見方がなされた。安倍首相と菅義偉官房長官の後ろ盾に自信をつけた案里と克行はすぐに買収工作にとりかかる。3月27日、二人は三原市内のビルの一室に天満祥典市長を呼び出し、克行は帰り際、50万円入りの封筒を天満の背広の内ポケットに入れた。
3月29日、広島県議会議員選挙が告示される。克行は無投票で6選を果たした児玉浩の事務所を訪れ、児玉に30万円が入った封筒を渡した。案里の後継の竹原哲も無投票で初当選した。
4月15日、党本部は案里が支部長を務める「広島県参議院選挙区第七支部」に1,500万円を振り込む。以後、6月27日までに、同支部と克行が支部長を務める「広島県第三選挙区支部」に計1億5,000万円が振り込まれた。一方、溝手への支給額は1,500万円だった。二階俊博幹事長や菅義偉官房長官などの党幹部が選挙応援に訪れる中、案里は豊富な資金を元手に選挙戦を有利に進めた。克行はインターネットとコンサルティングの業者に、溝手のイメージを悪くするよう依頼。業者は架空の人物を名乗り、溝手や自民党県連が案里をいじめるようなことをしているとブログに投稿した。克行は記事の具体的な内容まで指示する一方、無所属の森本真治に対してはネガティブ・キャンペーンなどの工作は講じなかった。
7月21日投開票の結果、順位2位で初当選した（溝手は約2万5千票差で落選）。当確報道後、選挙事務所で支援者を前に「私は常々、自民党が2議席を取ってこそ、広島県、自民党の勝利だと言い続けてまいりましたので、きょうは万歳は差し控えさせていただきます」と述べ万歳はしなかった。
8月、菅官房長官を慕う無派閥議員17人が所属する向日葵会に入会。
10月4日に召集された第200回臨時国会で、参議院経済産業委員会、議院運営委員会、災害対策特別委員会に所属することになった。12月7日現在では、参議院ホームページには、経済産業委員会のページの委員名簿に案里の名前があったが、議院運営委員会と災害対策特別委員会ページの委員名簿には案里の名前は見当たらず、参議院ホームページの河井あんりページでの参議院における役職等一覧も経済産業委員会のみになっていた。

### 公職選挙法違反による逮捕
2020年3月3日、公設秘書が公職選挙法違反の疑いにより、広島地検に逮捕された（後述）。同月28日午後4時半頃、衆議院議員宿舎で飲酒しながら薬を多量に服用し救急搬送されたが、症状は重くなかった。
第201回通常国会の会期末直前の6月15日現在では、参議院経済産業委員会、災害対策特別委員会、国際経済・外交に関する調査会に所属し委員を務めていた。
6月17日、夫の克行と共に自民党を離党届を提出し受理された。議員辞職はしない意向を示していた。
6月18日、広島県内の地方議員や首長ら94人に投票や票の取りまとめを依頼し、計約2,570万円の報酬を渡したとして、克行と共に東京地検特捜部により逮捕された。
7月8日、公職選挙法違反（買収）の罪で克行と共に東京地裁に起訴された。
9月12日、広島市中区東白島町にある事務所が同月中に閉鎖されると取材で分かったと報じられた。
10月27日夜、東京拘置所から保釈。
第203回臨時国会の召集直後の10月31日現在では、参議院財政金融委員会に属していた。
11月25日、公設秘書の事件について最高裁判所が上告を棄却し、公設秘書の有罪が確定。12月21日、広島高等検察庁は、連座制を適用し、案里の当選無効などを求める行政訴訟を広島高等裁判所に起こした。
2021年1月21日、東京地裁は懲役1年4か月、執行猶予5年の判決を言い渡した。
1月下旬、自民党幹部は、案里が「間違いなく近々に辞める」として、案里の辞職に伴う補選が4月25日投開票になるとの見通しを周辺に伝えた。党県連は案里に代わって擁立する候補者の人選を水面下で進め、党本部は、党県連が選ぶ候補者に公明党の支援を取り付ける方向で調整し始めた。
2月3日、公選法違反の罪で有罪判決を受けたことを受け、案里は政策秘書を通して参議院に議員辞職願を提出。同日の本会議で辞職が許可された。翌日4日には公式ホームページ及びTwitterのアカウントも削除。
被告、検察ともに控訴しなかったため、翌日5日の0時に有罪が確定。当選無効となり、2026年2月まで5年間の公民権停止となった。なお、議員活動中に河井に支払われた「歳費」「期末手当」「文書通信交通滞在費」は合計4942万円あまりであり、当選無効になってもこれを返納する義務はない。当選無効による参議院広島県選挙区の再選挙は衆議院北海道2区及び参議院長野県選挙区の補欠選挙と同じ4月25日に行われ、野党統一候補の宮口治子が当選した。
5月21日、広島高等裁判所は有罪となった元公設秘書が連座制の対象になる「組織的選挙運動管理者」に当たると認定し、河井案里に対し参議院広島選挙区での立候補を5年間禁止する判決を出し、上告がなかったため、同年6月8日に連座制適用についても判決が確定した。これにより公民権停止に加え、参議院広島県選挙区での立候補に限り2026年6月まで禁止となる。
2022年1月20日、午後6時半ごろ、河井案里の親族から「『さようなら』と連絡があった」などと110番があった。警察官が自宅マンションに駆け付けたところ、意識がもうろうとした状態の案里が見つかったという。命に別状はなかった。睡眠薬を20錠ほど服用したとみられている。
夫の河井克行によれば、克行の収監中も手紙などでやり取りを続けており、2023年11月には克行が仮釈放されたため東京都内で夫婦生活を再開させた。

## 国会での活動
- 2019年10月31日に河井克行が法務大臣を辞任した後、案里は克行とともに国会を欠席し続け、12月9日の第200回臨時国会閉会日にも姿を見せないまま閉会を迎えた。案里は6日に「適応障害」のため1カ月の療養が必要との診断書を提出している[75][76]。

## 不祥事

### 県議時代の政務活動費問題
- 2019年7月23日、広島県議会議員時代に事務所費の減額を申告せず、2018年7月から2019年4月までの10か月間に政務活動費計12万5000円を過大に受け取っていたことが報じられた[77]。案里は「事務的なミスが原因」と事実関係を認めている[77]。23日にも広島県議会へ返還する手続きに入るとした[77]。また、支部が2015年から2017年分の政治資金収支報告書で案里から受け取った事務所の賃料負担分をはじめ、収入で合計2062万円余りの記載漏れがあったことも分かった[77]。こちらは、2018年9月に報告書の訂正を広島県選挙管理委員会に届けている[77]。

### 参院選の公選法違反で有罪
2019年
- 10月30日、同年7月の参院選で河井陣営が車上運動員（いわゆるウグイス嬢）13人に公職選挙法の法定上限を超える報酬を支払った疑いがあると、週刊文春の電子版が報じた[78][79][80][81][82]。同日、克行と案里の事務所はそれぞれ「明日（31日）発売の週刊文春の記事を拝見する」とコメントを出した[82]。
- 10月31日、週刊文春2019年11月7日号が発売。前日配信された記事が掲載される。
- 同日、午前8時すぎに夫の克行が首相官邸で安倍晋三首相に法務大臣の辞表を提出し、受理され辞任。事実上の更迭であると報じられた[83][84][85]。首相官邸でぶら下がりに応じた克行は疑惑について「私も妻も全くあずかり知らない」「今後しっかり調査して説明責任を果たしていきたい」とコメント[86]。同日、案里は姿を見せないまま議員会館の事務所を通じてお詫びと事実関係の把握に努めたうえで説明責任を果たしたいとのコメントを発表[87][88][89]。
- 同日、安倍首相は、克行の辞任について「任命したのは私だ。こうした結果となった責任を痛感している。国民に深く心からおわびしたい」と陳謝した[90]。
- 同日以降、案里と夫の克行は国会を欠席し続け、かつ公の場から姿を消した[91]。11月、案里は参院で4回あった本会議を全て欠席[91]。5回あった経済産業委員会と4回の議院運営委、2回の災害対策特別委にも姿を見せておらず、自民党二階派の28日の例会にも現れなかった[91]。議員会館の案里の事務所は「院の手続きを取った上で、欠席をしております。事実関係を調査した上で、説明をしたいと思います」とのコメントを出した[91]。11月の衆院本会議を7回全て欠席した克行の事務所も一言一句同じ談話を出した[91]。広島県の選挙管理委員会によると、参院選で、案里の選挙運動にかかった費用の収支報告書は、法令で定められている期限の8月5日にいったん提出されたが、現在（2019年11月29日報道当時）、修正中で、広島選挙区に立候補した7人のうち、最終的なものが提出されていないのは案里だけである[92][注 4]。夫妻で国会の欠席を続けている間も、それぞれに、給与である歳費、月額129万円あまりと、文書通信交通滞在費月額100万円は支払われている[92]。
- 11月6日、安倍首相は衆議院予算委員会で、克行の法相辞任と菅原一秀の経済産業相辞任について「任命した者として責任を痛感している」と陳謝した[93]。
- 11月8日、安倍首相は参議院予算委員会で、克行の法相辞任と菅原の経済産業相辞任について「国民の皆さまに大変申し訳なく、責任を痛感している」と陳謝した[94]。
- 12月6日、案里は事務所の秘書を通じて、適応障害で1カ月の自宅療養が必要とする診断書を、世耕弘成自民党参院幹事長に提出した[95][96][97][98][99][100]。世耕は6日に記者会見をし、案里が診断書とは別に提出した書類では、週刊誌の報道について「第三者にも入ってもらい、調査を進めているところで、適切な時期に報告したい」などとしているということを明らかにした[95]。案里の事務所によると、12月5日に東京都内の病院で診断を受けたという[97]。また、案里の事務所は「（2019年12月）9日までの国会会期中の説明は難しい。今の段階では説明がいつになるか見通すのは難しい。当面、治療に専念する」と[99]、公職選挙法違反の疑いで刑事告発されたことについては「当局から協力を求められれば、真摯に対応し、説明する」としている[98]。
- 12月28日、広島地方検察庁が捜査に着手したと報じられた[101][102]。広島地方検察庁は、告発状を受理したかどうかも含め「ノーコメント」としている[101][103]。
- 12月29日、新たに、河井陣営の一員として2019年7月参院選の選挙運動をした男性運動員に、克行から直接、支払いの申し込みがあり、案里が支部長を務める自民党支部が約86万円を支払っていたことが明らかになった[104][105]。約86万円を受け取った男性運動員が証言した[104][105]。自民党側が調査を始めたことも明らかになった[106]。

2020年
- 1月15日、広島地検は河井夫妻の事務所を家宅捜索した[107]。
- 1月20日、通常国会開会日に国会に登庁。公の場に数ヶ月ぶりに姿を見せ「区切りが付いたら説明したい」と報道陣に述べた[108]。
- 1月23日、前年7月の参院選の公示前、自民党本部から、案里が支部長を務める「広島県参議院選挙区第七支部」に対し7,500万円、克行が支部長を務める「広島県第三選挙区支部」に対し7,500万円、あわせて1億5千万円の入金があったことが明らかとなった。落選した溝手顕正が支部長を務める「広島県参議院選挙区第二支部」に対しては、党本部からの入金は1,500万円にとどまり、10倍の開きがあった。党本部が案里陣営に肩入れした実態が浮き彫りになった[42] 。案里は記者団の質問に対し、「（1億5千万円は）もらいましたが、違法ではありません」と答えた[109]。その後の調べで、1億5千万円のうち1億2千万円は税金を原資とする政党交付金であることが判明。入金先と入金時期は以下のとおり[41]。

|         | 広島県参議院選挙区第七支部 （支部長：河井案里） | 広島県第三選挙区支部 （支部長：河井克行） |
| 4月15日 | 1,500万円★                                      |                                           |
| 5月20日 | 3,000万円★                                      |                                           |
| 6月10日 | 3,000万円★                                      | 4,500万円★                                |
| 6月27日 |                                                 | 3,000万円                                 |
| 計      | 7,500万円                                       | 7,500万円                                 |
- 1月27日、安倍首相は、克行の法相辞任と菅原の経済産業相辞任について「私が任命した大臣が辞任したことは、大変申しわけなく責任を痛感している」と陳謝した[110]。
- 1月31日、河井夫妻への強制捜査や自民党本部からの1億5千万円の入金発覚がきっかけの一つとなり、政府は2月7日に定年を迎える黒川弘務東京高検検事長の8月7日までの勤務延長を閣議決定した[111][112]。安倍が自身に司直の手が及ぶことを防ぐために行った奇策と言われ、その後検察庁法改正案は大きな問題となった[113][114]。
- 3月3日、案里が初当選した2019年7月の参院選を巡り車上運動員に違法報酬を支払ったとして広島地検は案里の公設秘書ら3人を公職選挙法違反（買収）の疑いで逮捕した[115]。案里は複数の党幹部に電話し「ご迷惑をお掛けしている」と陳謝した[115]。東京・永田町の議員会館でも河井夫妻の事務所の家宅捜索が6時間半にわたって行われた。
- 3月18日、案里の陣営が活用していたグループLINEの内容が全国紙で報道された。克行が広報用の車の走行ルートや集会の状況まで細かく陣営に指示したり問い合わせたりしていたことが新たに判明[116]。克行のLINEのアカウント名は「あらいぐま」、案里のアカウント名は「アンジー」であることが明らかとされた。「アンジー」はアンジェリーナ・ジョリーに対して日本の芸能誌が主に用いる愛称であるが[117][118]、案里は自身のプロフィール写真にジョリーの写真をあてていた[119]。
- 3月24日、広島地検は案里の公設秘書ら2人を同法違反の罪で起訴。同日、案里の秘書が連座制の対象にあたるとして、百日裁判を広島地方裁判所に申し立てた[120]。自民党県連副会長を務める県議会議長の中本隆志は党本部に対し「離党勧告を即刻してもらいたい。従わない場合は除名してほしい」と注文を付けた。そして「議員辞職すべきだ」と案里を批判した[121]。
- 3月28日、衆院議員宿舎で飲酒しながら薬を多量に服用し、救急搬送された[52]。
- 3月29日、克行が広島市議会議員に現金数十万円が入った封筒を手渡していたことが明らかとなった（時期は2019年5～6月頃）[122]。
- 3月31日、克行が三原市長の天満祥典と大竹市長の入山欣郎に現金が入った封筒を配り歩いていたことが発覚した[123][124]。
- 4月1日、克行が安芸太田町長の小坂眞治に現金20万円入りの封筒を渡していたことが小坂の証言から明らかとなった[125]。
- 4月3日、元廿日市市長の眞野勝弘が市長在任中に現金を受け取った可能性があるとして広島地検から任意聴取を受けていたことが明らかとなった[126]。
- 4月7日、安芸太田町長の小坂眞治は町議会の議長宛てに辞職願を提出。9日、町議会が臨時会を開き同日付で辞職した[127][128]。
- 4月9日、広島地検は檜山俊宏県議と買収事件で浮上した渡辺典子県議の事務所や自宅を公職選挙法違反の疑いで家宅捜索した[129]。
- 4月14日、克行が参院選前に案里の後援会幹部に「案里をよろしく頼みます」と選挙戦での電話作戦を依頼し、10万円入りの封筒を手渡していたことが明らかとなった[130]。
- 4月21日、広島地検は広島市議会の平野博昭元議長の事務所と自宅を公職選挙法違反の疑いで家宅捜索した[131]。
- 4月23日、広島地検は広島市議の沖宗正明の自宅を公職選挙法違反の疑いで家宅捜索した[131]。
- 4月24日、廿日市市議会の元議長の仁井田和之が、克行から「案里をよろしくお願いします」と言われ、現金20万円を受け取っていたことが明らかとなった。仁井田は数日後、克行の事務所に現金を返し、参院選では溝手を支援したという[132][133]。
- 4月25日、広島地検は前安芸高田市長の浜田一義の自宅を家宅捜索し、任意聴取を行った[134]。
- 4月28日、広島地検は広島県議3人の議員控室を家宅捜索した[135]。
- 5月13日、広島地検が克行を公選法違反容疑で立件する方針を固めたことが明らかとなった[136]。
- 6月6日、克行だけでなく、案里も地元有権者らに現金を配った疑いのあることが明らかとなった[137]。
- 6月13日、検察当局により、河井夫妻の自宅からは現金の配布先とみられる、合わせて100人以上の名前が記載された2種類のリストが押収されていることが報じられた[138]。1つには地方議員や市長などの名前が、もう1つには後援会幹部や事務所関係者などの名前が、金額とともに記載されていた[138]。検察当局は克行が2000万円を超える現金を地方議員らに配り、案里も一部の現金を配っていた疑いがあるとみている[138]。
- 6月16日、広島地裁は、案里の公設秘書に対して公職選挙法違反（買収）の罪で懲役1年6ヶ月執行猶予5年の判決を言い渡した。また同日の判決では、報酬額について「夫の河井克行議員の意向を確認したうえで決まった」と指摘した[139][140]。
- 6月17日、押収されている2種類のリストは、事務所にある克行のパソコンでも管理されていたと報じられた[141]。検察当局がリストに記載されていた地元議員などから事情を聴いた結果、現金が配られた疑いがある100人近くの大半が、克行や案里から現金を受け取ったことを認めている[141]。
- 6月18日、広島県内の地方議員や首長ら94人に投票や票の取りまとめを依頼し、計約2,570万円の報酬を渡したとして、夫の克行と共に東京地検特捜部によって逮捕された[56][57]。
- 同日、安倍首相は、案里と克行が逮捕されたことについて「任命した者として責任を痛感しており、国民に深くおわび申し上げる」と陳謝した[142]。
- 6月19日、検察当局が押収した克行のパソコンから、現金配布先の名前や金額を記載したリストのデータが削除されていたことがわかった。しかし検察は、電子データを解析する「デジタル・フォレンジック」を実施し、削除されていたリストを復元した[143][144]。
- 6月23日、三原市長の天満祥典が2019年3月と6月、克行から2回にわたり現金計150万円を受け取っていたことが明らかとなった[145]。
- 同日、二階俊博幹事長は夫妻に提供した1億5000万円について、「どうなったかは細かく追求していない」との認識を示した[146]。
- 6月24日、元県議会議長の奥原信也県議（呉市）が計200万円を受け取っていたことが明らかになった。克行から2019年4月に50万円、6月に100万円を提供され、案里からは同年5月に50万円が渡されたという。うち50万円は使い、残りの150万円は政治資金規正法に基づく寄付として処理したと奥原は述べている[147]。
- 同日、安芸高田市長の児玉浩が、県議時代の2019年に2回にわたって計60万円を受け取ったことを認めた[148]。
- 同日、案里の後援会長で、府中町議会議員の繁政秀子が、克行から2019年5月に現金30万円を受け取ったことを認めた。繁政は最初は断ったが、「安倍さんから」と言われ、押し問答の末に受け取ったという[149][150]。
- 同日、三原市長の天満祥典が市議会議長の仁ノ岡範之に6月30日付で辞職する意向を電話で伝えた[151]。
- 6月25日、広島市議会議員の石橋竜史が、克行から2019年5月下旬に現金30万円を受け取ったことを明かした。「収支報告する必要はない。2人だけの秘密だよ」と言われたという[152]。
- 6月26日、広島市議会議員の谷口修と沖宗正明が、克行からそれぞれ現金50万円を受け取ったことがが明らかとなった[153]。沖宗は克行から2019年4月に30万円、6月に20万円を受け取ったと述べており、計50万円は日常生活で使い、参院選では「案里候補を推薦している」とのはがきを約3千枚書いて支援したという[154][155]。
- 同日、広島県議（安佐北区）の渡辺典子が、克行から2019年5月下旬に10万円を受け取っていたことが明らかとなった。同県議（江田島市）の沖井純は克行から2019年4月中旬に50万円を受け取ったと明かした[156][153]。
- 同日、安芸高田市議会の先川和幸議長、水戸真悟副議長、青原敏治市議の3人は記者会見し、克行から現金を受け取ったと明らかにした。3人のうち先川は議長室で20万円、水戸は副議長室で10万円を受け取ったという[157]。
- 同日、廿日市市議会においては、仁井田和之に続いて、藤田俊雄が克行から10万円を受け取ったことが明らかとなった[133]。
- 同日、呉市議会議員の土井正純が克行から2019年7月後半に30万円を受け取っていたことが明らかとなった[153][158]。
- 同日、江田島市議会議員の胡子雅信が克行から2019年6月中旬に10万円を受け取っていたことが明らかとなった[153]。政治資金収支報告書には記載せず自身の口座に入れた[159]。
- 同日、北広島町議会においては、宮本裕之議長が20万円を受け取ったことが明らかとなった[153]。
- 6月29日、河井案里後援会会長であり府中町議会議員の繁政秀子の辞職願が町議会本会議で全会一致で可決され辞職[160][161]。
- 同日、北広島町議会議員の宮本裕之が議長職を退く考えを示した[162]。
- 同日、広島市議会議員の木戸経康が克行から2019年4月に30万円を受け取ったと証言。同市議の児玉光禎は克行から2019年3月に30万円を受け取ったが数日後に現金書留で送り返したと証言[163]。
- 同日、愛知県稲沢市議会議員の野々部尚昭と元石川県議会議員の大口英夫[164][165]が陣営スタッフとして参加し、計約155万円を受け取っていたことが明らかになった。2人逮捕容疑となった配布先の94人に含まれており、受け取った155万円は参院選の収支報告書には記載されていない。野々部は選対事務局長を務めた[166][167]。
- 同日、安芸高田市長の児玉浩は市議会議長へ辞表を提出[168]。
- 7月3日、安芸高田市議会は児玉浩の辞職に同意した[169]。先川和幸議長と水戸真悟副議長は議長、副議長を辞した[170]。
- 7月8日、公職選挙法違反（買収）の罪で夫の克行と共に起訴された[171]。
- 同日、保釈を請求（克行は9日に請求）[172]。
- 同日、安倍首相は、案里と克行が起訴されたことについて「かつて法務大臣に任命したものとして、その責任を痛感するとともに、国民の皆さんに改めておわび申し上げたい」と陳謝した[173]。安倍首相が河井夫妻関連の不祥事で責任を痛感するのはこれで6回目[90][93][94][110][142][注 5]。
- 7月10日、亀井静香の元秘書が克行から300万円を受け取っていたことが明らかとなった[182]。2019年5月末に100万円を、7月3日に200万円を受け取ったとされる[183]。
- 7月15日、東京地裁は案里と克行の保釈請求を却下[184]。
- 同日、案里の弁護人は、決定を不服として地裁に準抗告したが、棄却された[185]。
- 7月17日、保釈請求を退けた東京地裁の決定を不服として、最高裁に特別抗告した[186]。
- 同日、安芸高田市議会議員の先川和幸、水戸真悟、青原敏治が現金を受領した責任をとり辞職[187]。青原はのちに「10万円をもらえてラッキーだと思った。大好きなパチンコに使った」と証言した[188]。
- 7月20日、最高裁判所は案里の特別抗告を棄却した[189]。
- 8月7日、2回目の保釈請求をしたが[190]、13日、再び却下される[191]。
- 8月25日、初公判が開かれ、河井夫妻は無罪を主張[192]。3回目の保釈請求が行われたが、26日に却下[193]。
- 9月15日、克行が自身の担当弁護士全員を解任し、公判が分離される事態となる[194]。
- 10月7日、4回目の保釈請求が行われたが、12日に却下[195]。
- 10月16日、案里の弁護士は5回目となる保釈請求を行った[196]。27日、東京地裁は保釈を認める決定を出した[197]。保釈保証金は1200万円で、即日納付された[197]。検察側は決定を不服として抗告したが、東京高裁は棄却[59]。案里は同日夜、東京拘置所から保釈された[59]。
- 11月25日、最高裁が公設秘書の上告の棄却を決定[198][61]。
- 12月15日、東京地裁で論告求刑公判が行われ、検察側は懲役1年6か月を求刑した[199]。

2021年
- 1月21日、東京地裁は求刑1年6か月に対して懲役1年4か月、執行猶予5年の判決を言い渡した[200][201][202]。
- 2月1日、前三原市長の天満祥典は東京地裁で、克行から受け取った計150万円を「不法な金だった」と証言[203]。また、「現金は背広やネクタイ、財布の購入に充てた」と述べた[204]。
- 2月3日、秘書を通じて、山東昭子参院議長宛てに議員辞職願を提出[205]。同日午後、参院本会議で許可された[71]。また同日、東京地裁の有罪判決を受け入れ、控訴しないとするコメントを発表[206]。検察側も控訴しなかったため、5日に有罪判決が確定した[207]。猶予期間満了は2026年予定。
- 2月9日、東京地裁で案里の選挙事務所の会計担当者の供述調書が読み上げられる。調書によれば、会計担当者は克行の指示で、党本部からの資金1億5千万円を管理する専用口座を開設。そこから資金を引き出し、稲沢市議の野々部尚昭、元石川県議の大口英夫、男性会社員ら3人の陣営スタッフに「給与」として計約220万円を振り込んだという。男性会社員は受け取った現金の違法性を認め、この日証人尋問に出頭した[208][209][210]。
- 2月17日、東京地裁で野々部尚昭は受け取った現金の違法性を認め、「2019年12月6日に克行に東京都内の議員宿舎に呼び出され、『取り調べを受けたり、マスコミに追いかけ回されたりしても、何も話さないでくれ』と頼まれた。案里も同席していた」と証言した[211]。

## 政策・主張
- 憲法改正に賛成。改正するべき項目に自衛隊の保持を挙げた[212]。
- 憲法9条改正について、県議時代に防衛研究所に通い、旧海軍・旧陸軍のガバナンスの在り方を勉強したことを踏まえた上で、9条改正が、戦争に結び付くわけではないと政治家がきちんと伝えなければならないと考えている[213]。
- アベノミクスを評価する[212]。
- 消費税増税についてはどちらとも言えないとしている[212]。
- 選択的夫婦別姓についてはどちらとも言えないとしている[212]。
- 同性婚の法整備化についてはどちらとも言えないとしている[212]。
- 消費税率の10パーセントへの引き上げに賛成[214]。
- 原子力発電所は必要[214]。
- 普天間基地の辺野古への移設に賛成（普天間基地移設問題を参照）[214]。
- 女性宮家創設に反対[214]。
- 菅官房長官と対談をした際、災害時の意思決定やプッシュ型支援、責任の明確化などを通じて、広島を世界最先端の防災地域にしたいと語った[215]。

## 人物
- 小さいころから政策に関心があった。高校生の時に、ベルリンの壁が崩壊し、また一方で日米構造協議が始まったことに、新しい時代の到来を感じると同時に政治への思いが強くなっていったという[216]。
- 「人生100年時代」を迎えようとする日本は、年金問題が示すように、国家の制度設計を根本的に変えなければならない時に来ているとしている。教育や雇用のあり方も変化が迫られてるとし、環境整備を積極的に行っていきたいと語った[216]。
- 尊敬する政治家として高村正彦と菅義偉をあげている[216][213]。
- 信条は「人生に失敗はない」。特技は松任谷由実のものまねと演歌だという[217]。
- LINEのアカウント名は「アンジー」。「アンジー」はアンジェリーナ・ジョリーに対して日本の芸能誌が主に用いる愛称であるが[117][118] 、案里は自身のプロフィール写真にもジョリーの写真をあてている[119]。
- 参院選を通じて、自前で後援会を作ったことにより、有権者と直接やりとりができたこと、このことが大きな財産になったと語った[213]。
- 参議院選挙を振り返り、低投票率の原因として、「争点設定をする力が野党になく、現状の是非だけが争点になったからだ。与党の訴えた「安定政権を続ける」というコピーも訴求力が弱く、野党は「安倍1強打破」ばかりで何をしたいのか打ち出しがない。」と述べた。また争点がないため、自分のやりたいことを訴えるしかなかったとも語った[213]。
- 参議院議員として初登院した際、「国の目線で地方の課題に取り組むということと、あとは国会議員にしかできない国防安全保障などの勉強をぜひさせていただきたいと思っています」との抱負を語った[218]。本会議に出席後、二階派の総会に参加[219]。
- 堺雅人は中学校の同級生である[220]。

## 所属団体・議員連盟
- 自民党たばこ議員連盟[221]
- 神道政治連盟国会議員懇談会[222]

※いずれも在職時代。

## 過去の選挙結果
| 当落     | 選挙                     | 執行日        | 年齢 | 選挙区         | 政党       | 得票数     | 得票率 | 定数 | 得票順位 /候補者数 | 政党内比例順位 /政党当選者数 |
| -------- | ------------------------ | ------------- | ---- | -------------- | ---------- | ---------- | ------ | ---- | ------------------ | ---------------------------- |
| 当       | 広島県議会議員選挙       | 2003年4月13日 | 29   | 広島市安佐南区 | 無所属     | 1万801票   | 15.51% | 5    | 4/7                | /                            |
| 当       | 広島県議会議員選挙       | 2007年4月8日  | 33   | 広島市安佐南区 | 自由民主党 | 1万7223票  | 20.31% | 5    | 2/6                | /                            |
| 落       | 広島県知事選挙           | 2009年11月8日 | 36   | ――             | 無所属     | 19万5623票 | 25.87% | 1    | 2/5                | /                            |
| 当       | 広島県議会議員選挙       | 2011年4月10日 | 37   | 広島市安佐南区 | 無所属     | 2万799票   | 24.94% | 5    | 1/6                | /                            |
| 当       | 広島県議会議員選挙       | 2015年4月12日 | 41   | 広島市安佐南区 | 自由民主党 | 2万733票   | 27.03% | 5    | 1/7                | /                            |
| 当選無効 | 第25回参議院議員通常選挙 | 2019年7月21日 | 45   | 広島県選挙区   | 自由民主党 | 29万5871票 | 28.99% | 2    | 2/7                | /                            |

## 関連報道番組
- TSS報道特別番組『河井克行・案里議員逮捕』（2020年6月18日17:12-17:53、テレビ新広島）
- RCC報道特別番組『河井克行・案里議員夫妻を逮捕』（2020年6月18日23:56-0:55、中国放送）
- NHKラウンドちゅうごく『緊急特番 河井前法相夫妻逮捕の波紋』（2020年6月19日19:30-19:57、NHK広島放送局）
- テレビ派特報『河井克行・案里被告「起訴」 “バラマキ選挙”の実態とは』（2020年7月12日6:30-7:00、広島テレビ）
- テレメンタリー2020『バラマキの果てに 〜河井事件 混乱の広島〜』（2020年9月26日15:30-16:00 広島ホームテレビ / 2020年9月27日4:30-5:00 テレビ朝日）
- テレビ派『検証 河井被告夫妻買収事件SP』（2020年10月19日16:50-17:53、広島テレビ）
- WATCH〜真相に迫る〜『ギインの品格…河井事件と地方政治の現在』（2020年12月6日0:55-1:25、広島テレビ）
- ドキュメント広島『収まらぬ波紋 〜河井事件 議員たちの選択〜』（2020年12月26日7:00-8:00、広島ホームテレビ）

## 関連書籍
- 中国新聞「決別 金権政治」取材班 『ばらまき 河井夫妻大規模買収事件 全記録』集英社、2021年12月　ISBN 978-4087817133
- 常井健一『おもちゃ 河井案里との対話』文藝春秋、2022年2月　ISBN 978-4163914701
- 中国新聞「決別 金権政治」取材班・著『ばらまき 選挙と裏金（集英社文庫）』（2024年8月21日、集英社）ISBN 978-4087446852
2021年12月発売の『ばらまき 河井夫妻大規模買収事件 全記録』に2022年以降の取材の経過を大幅に加筆して1冊にまとめ、全460ページのうち4割近くを新たに書き下ろし。